# Унджян, Хейг
Хейг Бертран Унджян (англ. Haig Bertrand Oundjian; 16 мая 1949 Лондон, Великобритания) — фигурист из Великобритании,  бронзовый призёр чемпионата Европы 1971 года, трёхкратный чемпион Великобритании 1969, 1970 и 1972 годов в мужском одиночном катании.

## Семья
Родился в смешанной семье, его мать была из Шотландии, а отец армянский эмигрант. Младший брат Питер Унджян известный дирижёр в Торонто.

## Спортивные достижения

### Мужчины
| Соревнования/Сезоны       | 1968 | 1969 | 1970 | 1971 | 1972 |
| ------------------------- | ---- | ---- | ---- | ---- | ---- |
| Зимние Олимпиады          | 17   |      |      |      | 7    |
| Чемпионаты мира           |      | *    | 9    | 6    | *    |
| Чемпионаты Европы         |      | 6    | 6    | 3    | 4    |
| Чемпионаты Великобритании | 2    | 1    | 1    | 2    | 1    |

- * Не закончил соревнование